# Túnel Gongweixu
El túnel Miaoli, conocido comúnmente como el túnel Gongweixu, es un antiguo túnel ferroviario ubicado en la ciudad de Miaoli, condado de Miaoli, Taiwán. En el año 2003 el túnel se convirtió en una vía peatonal como una atracción turística popular parte del Parque Maolishan.

## Etimología
El nombre oficial del túnel utilizado por la Administración de Ferrocarriles de Taiwán es «túnel Miaoli» (en chino tradicional, 苗栗隧道; pinyin, Miáolì Suìdào. Sin embargo, el túnel es conocido más comúnmente como «túnel Gongweixu» (en chino tradicional, 功 維 敘 隧道; pinyin, Gōngwéixù Suìdào o de forma más abreviada, «Gongweixu». Al ser completado en 1903, el entonces Gobernador General de Taiwán Kodama Gentarō visitó el sitio y escribió los caracteres «Gongweixu» en la placa sobre la entrada norte, y de ahí proviene el nombre alternativo. Se cree que el origen de «Gongweixu» es el capítulo «Consejos del Gran Yu» del libro Shujing.

## Historia
El túnel Miaoli se construyó entre 1902 y 1903 por orden del Gobernador General de Ferrocarriles de Taiwán durante el dominio de Japón sore la isla. El túnel de 460 metros de largo era de una sola vía y construido con paredes de ladrillo. El terremoto Shinchiku-Taichū de 1935 ocasionó daños significativos al túnel, por lo que este tuvo que ser cerrado hasta 1938. En 1993, las lluvias fuertes destruyeron una esquina de la entrada norte del túnel.
El túnel continuó en uso hasta 1998, al cavarse un nuevo túnel de doble vía llamado túnel de Miaonan (en chino tradicional, 苗南隧道) directamente al sur. En 2003, el gobierno de la ciudad de Miaoli reconstruyó el túnel para convertirlo en una atracción turística, pasando a ser una vía peatonal, con las paredes iluminadas con luces led de colores. Desde octubre de 2019 hasta enero de 2020 el túnel tuvo otra remodelación para ser accesible para los usuarios en sillas de ruedas.

## Diseño
La entrada norte del túnel Gongweixu se encuentra en el parque Maolishan. En la entrada sur hay un centro de visitantes construido con contenedores, en donde hay en exhibición una locomotora diésel-eléctrica de la serie R20 (numeración R46) y un automóvil de pasajeros. El centro de visitantes también cuenta con un puente construido como una réplica de la entrada norte original.